# 1062 Љуба
1062 Љуба (енгл. 1062 Ljuba) је астероид главног астероидног појаса. Приближан пречник астероида је 55,10 ,
а средња удаљеност астероида од Сунца износи 3,006 астрономских јединица (АЈ).
Инклинација (нагиб) орбите у односу на раван еклиптике је 5,602 степени, а орбитални период износи 1904,169 дана (5,213 година). Ексцентрицитет орбите астероида износи 0,065.
Апсолутна магнитуда астероида износи 9,85 а геометријски албедо 0,066.
Астероид је откривен 11. октобра 1925. године.